# Ann E. Bell
Ann E. Bell (2 de junio de 1941 (83 años) es una botánica, micóloga, exploradora, curadora, taxónoma, y profesora neozelandesa.
Realiza actividades académicas y científicas en el Departamento de Botánica de la Universidad Victoria de Wellington. Se especializa en sistemática y filogenia de fungi.

## Algunas publicaciones
- ann e. Bell. 2010. Echinosphaeria cincinnata, a new species from Rimutaka forest park, near Wellington, New Zealand. Australasian Mycologist 29: 24 – 26.

- -------------, d. Mahoney. 2005. Bell A, Mahoney D 2008. Echinosphaeria medusa, a new species from New Zealand, with notes on related species. Australasian Mycologist 27: 141 – 148.

- -------------. 1975. Fungal succession on dung of the Brush-tailed Opossum in New Zealand. New Zealand Journal of Botany 13: 437 – 462. DOI: 10.1080/0028825X.1975.10430336

- -------------, j.w. Kimbrough. 1973. Coprotus trichosurus sp. nov. from New Zealand'. Transactions of the British Mycological Society 61, 190–183.

- -------------, r.w.g. Dennis. 1971. Cheilymenia pallida sp. nov. from New Zealand. Transactions of the British Mycological Society 57, 180 – 182.

- c.g.c. Chesters, ann e. Bell. 1970. Pseudothecium development in the Lophiostomataceae. Transactions of the British Mycological Society 54 (1): 27 - 34.

### Libros
- ann e. Bell. 2005. An Illustrated Guide to the Coprophilous Ascomycetes of Australia. Utrecht, Netherlands : Centraalbureau voor Schimmelcultures. 173 p. 115 planchas, resumen. ISBN 90-70351-580, ISSN 1571-8859

- -------------. 1983. Dung Fungi: Illustrated Guide to Coprophilous Fungi in New Zealand. Edición ilustrada. Publicó Lubrecht & Cramer Ltd. 88 p. ISBN 0864730012 ISBN 978-0864730015 reeditó en 1986 Mycologia 78 (6): 982[3]

- -------------. 1979. Water pollution and its control in New Zealand : the case for new and positive legislation. Wellington [N.Z.] : The Society. 76 p. il.

- c.g.c. Chesters, ann e. Bell. 1970. Studies in the Lophiostomataceae Sacc. Mycological papers 120. Publicó Commonwealth Mycological Institute, 55 p.

## Honores

### Membresías
- IAPT - International Association for Plant Taxonomy.[4]
- La abreviatura «A.E.Bell» se emplea para indicar a Ann E. Bell como autoridad en la descripción y clasificación científica de los vegetales.[5]